# Microsema nitida
Microsema nitida là một loài bướm đêm trong họ Geometridae.